# Намибийский батис
Намибийский батис (лат. Batis fratrum) — вид воробьиных птиц из семейства сережкоглазок. Подвидов не выделяют.

## Название
Видовое название fratrum можно перевести как «братский».

## Распространение
Обитают в лесах юго-восточной части Африки (ареал распространяется на часть территории Малави, Зимбабве, Мозамбика, ЮАР).
Популяция на севере Мозамбика открыта в 1932 году и с тех пор не изучалась (при этом в южной части страны эти птицы достоверно обитают).

## Описание
Длина тела 10,5 см, вес 10,3—13,8 г.
Птицы окрашены контрастно в чёрный, серо-зелёный и белый (и отчасти рыжий) цвета. При этом для представителей вида характерен половой диморфизм. Самец сверху серый, с чёрной маской на лице, короткой белой «бровью», белой полосой на крыльях; белый снизу, желтовато-коричневый по груди и бокам; радужные оболочки желтые, иногда оранжевые; клюв и ноги чёрные. Отличается от сородичей тем, что имеет рыжеватый, а не чёрный нагрудник. Самка отличается от самца более обширной желто-коричневой нижней частью (до горла), желто-коричневой полосой на крыльях, а также более длинной белой «бровью», доходящей до затылка. Незрелые особи внешне такие же, как самки, но «брови» у них бугристые, а чёрной маски на лице нет.

### Вокализация
Контактный сигнал — повторяющееся «чип-чоп». Песня с довольно медленным и неторопливым звучанием до 6 нот, также издают быстрое скрежетание.

## Биология
Днём представители вида активно ищут пищу (насекомых).
Гнездо представляет собой типичную для представителей рода Batis неглубокую чашу неплотной конструкции, состоящую из корешков, фрагментов палых листьев и иногда лишайника, связанных вместе нитями паутины. Его обычно помещают среди лиан или листьев и редко в развилке дерева, что необычно для птиц данного рода. В кладке 1—3 яйца кремового или белого цвета с коричневыми или серыми пятнами.